# Порта, Роберто
Робе́рто По́рта (исп. и итал. Roberto Porta; 7 июня 1913, Монтевидео — 2 января 1984, Буэнос-Айрес) — уругвайский и итальянский футболист и тренер, нападающий сборной Италии, сборной Уругвая и клубов «Насьональ» из Монтевидео, «Амброзиана» из Милана и «Индепендьенте» из Авельянеды. Главный тренер сборной Уругвая на чемпионате мира 1974 года. Шурин другого известного футболиста, Рикардо Фаччо.

## Карьера

### Клубная
Воспитанник футбольной школы клуба «Насьональ» из Монтевидео, в котором начал и профессиональную карьеру в 1931 году (по другим данным, с 1930 по 1931 год выступал за клуб «Расинг» (Монтевидео), за который сыграл 12 матчей и забил 2 мяча). В том же 1931 году переехал в Аргентину в клуб «Индепендьенте» из Авельянеды. В 1934 году перешёл в итальянскую «Амброзиану» из Милана, в составе которой сыграл 57 матчей (53 из них в чемпионате), забил 13 мячей в ворота соперников (12 из них в чемпионате) и благодаря игре за которую вызывался в 1935 году в сборную Италии. В 1936 году вернулся в родной «Насьональ», в составе которого выступал вплоть до завершения карьеры игрока в 1946 году, сыграв за это время 310 матчей, забив 133 мяча в ворота соперников и завоевав вместе с командой 6 раз титул чемпиона Уругвая в 1939, 1940, 1941, 1942, 1943 и 1946 году.

### В сборной
24 ноября 1935 года сыграл 1 матч на позиции полузащитника в составе сборной Италии в проходившем в Милане матче розыгрыша Центрально-Европейского Международного Кубка против сборной Венгрии.
В составе главной национальной сборной Уругвая дебютировал 10 октября 1937 года, а последний матч сыграл 15 августа 1945 года, всего за сборную Уругвая сыграл 33 матча и забил 13 мячей в ворота соперников. В 1939 году в составе команды стал вице-чемпионом Южной Америки розыгрыша 1939 года, причём, принял участие во всех 4-х матчах команды на турнире и в 3-х из них забил по голу в ворота сборной Эквадора, сборной Парагвая и сборной Перу. В 1941 году вместе с командой повторил предыдущий успех, снова став вице-чемпионом Южной Америки в розыгрыше 1941 года, в котором снова принял участие во всех 4-х матчах команды на турнире и забил 1 гол в ворота сборной Эквадора. В 1942 году добился своего наивысшего достижения в составе сборной Уругвая, став чемпионом Южной Америки розыгрыша 1942 года, в котором принял участие во всех 6-и матчах команды на турнире и забил 5 мячей, по 1-му в ворота сборной Чили, сборной Парагвая и сборной Перу и 2 мяча в ворота сборной Эквадора, что позволило Порте занять 3-е место в списке лучших бомбардиров турнира. В 1945 году Роберто в последний раз в карьере участвовал в чемпионате Южной Америки, розыгрыш 1945 года стал самым неудачным в его карьере, поскольку сборная Уругвая заняла на нём только 4-е место, Роберто снова принял участие во всех 6-и матчах команды и забил по 1-му голу в ворота сборной Эквадора, сборной Колумбии и сборной Боливии.

### Тренерская
С 1973 года возглавлял сборную Уругвая, руководил ею на чемпионате мира 1974 года, на котором занял вместе с командой последнее 4-е место в группе, проиграв 2 матча из 3-х и лишь один раз сыграв вничью со сборной Болгарии, после чего, в том же 1974 году, ушёл в отставку.

## Достижения

### Командные
Чемпион Южной Америки:
- 1942

Вице-чемпион Южной Америки: (2)
- 1939, 1941

Обладатель Центрально-Европейского Международного Кубка:
- 1933/35

Чемпион Уругвая: (6)
- 1939, 1940, 1941, 1942, 1943, 1946